# عزيز الله
عزيز الله (9 نوفمبر 1992 - ) هو لاعب كريكت باكستاني.

## وصلات خارجية
- عزيز الله على موقع إي آس بي آن كريك إنفو (الإنجليزية)